# NGC 7223
NGC 7223 é uma galáxia espiral barrada (SBc) localizada na direcção da constelação de Lacerta. Possui uma declinação de +41° 01' 02" e uma ascensão recta de 22 horas, 10 minutos e 09,2 segundos.
A galáxia NGC 7223 foi descoberta em 8 de Novembro de 1790 por William Herschel.